# Phulpur (Azamgarh)
Phulpur è una suddivisione dell'India, classificata come nagar panchayat, di 8.310 abitanti, situata nel distretto di Azamgarh, nello stato federato dell'Uttar Pradesh.